# Norbert Wojciechowski
Norbert Jan Wojciechowski (ur. 4 lutego 1939 w Smętowie Granicznym, zm. 11 listopada 2019 w Lublinie) – polski wydawca, poligraf i samorządowiec, działacz opozycji demokratycznej w okresie Polskiej Rzeczypospolitej Ludowej.

## Życiorys
Studiował filologię polską Katolickim Uniwersytecie Lubelskim. Od 1965 do 1989 był pracownikiem tej uczelni (m.in. jako dyrektor działu wydawniczo-poligraficznego). W marcu 1968 brał udział w manifestacjach studenckich w Lublinie. W 1980 wstąpił do Niezależnego Samorządnego Związku Zawodowego „Solidarność, był sekretarzem komisji uczelnianej i członkiem prezydium zarządu Regionu Środkowo-Wschodniego związku. Po wprowadzeniu stanu wojennego stanął na czele regionalnego komitetu strajkowego. Po pacyfikacji protestów pozostał w ukryciu, ujawnił się kilka miesięcy później po interwencji biskupów. Współpracował z prasą podziemną i niejawnymi strukturami NSZZ „S”.
W 1989 wszedł w skład wojewódzkiego Komitetu Obywatelskiego. Przez dwie kadencje był członkiem sejmiku samorządowego, w latach 1990–1998 pełniąc funkcję jego przewodniczącego. Od 1998 do 2002 z ramienia Akcji Wyborczej Solidarność sprawował mandat radnego sejmiku lubelskiego I kadencji. W 1990 zaczął prowadzić własną działalność gospodarczą w ramach spółki prawa handlowego Norbertinum Wydawnictwo, Drukarnia, Księgarnia.
Był członkiem Porozumienia Centrum, z którym współtworzył Porozumienie Polskich Chrześcijańskich Demokratów. Wraz z PPChD w 2002 przystąpił do nowej partii pod nazwą SKL-Ruch Nowej Polski. W 2005 został członkiem Platformy Obywatelskiej.

## Odznaczenia
W 2011 prezydent Bronisław Komorowski odznaczył go Krzyżem Kawalerskim Orderu Odrodzenia Polski. Norbert Wojciechowski był odznaczony także Złotym Krzyżem Zasługi (2001).